# 唐儒阿雷省

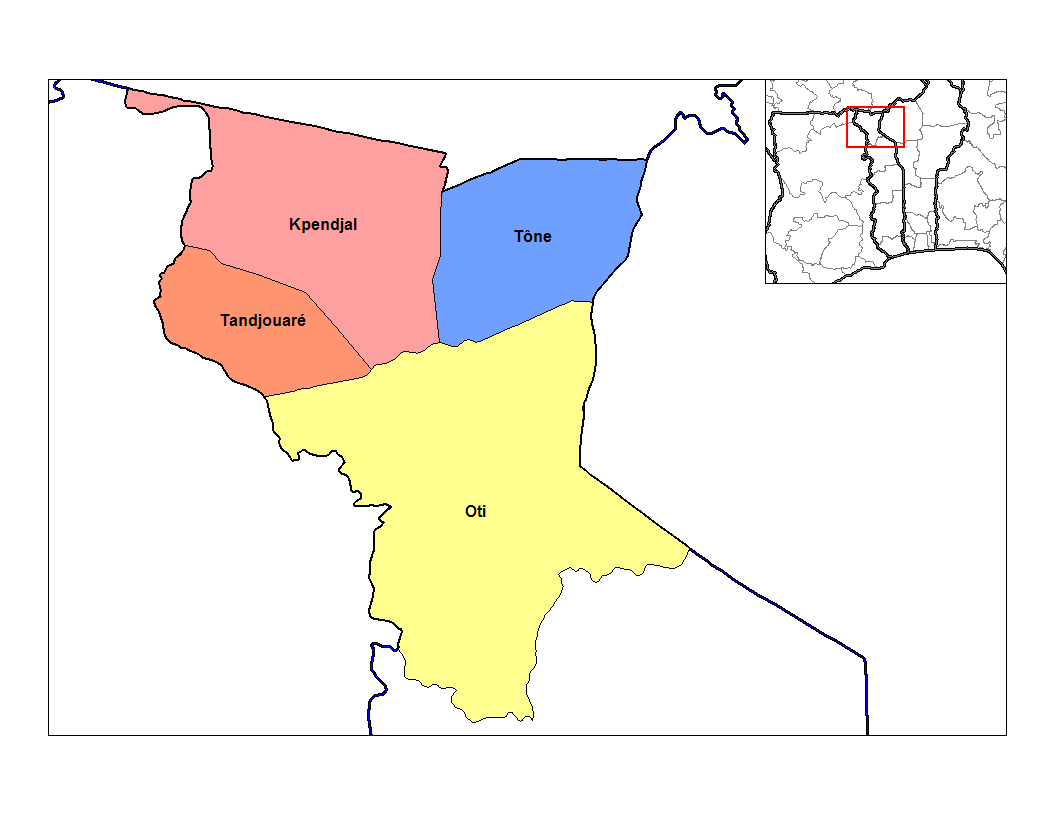

10°39′21″N 0°11′42″E / 10.65583°N 0.19500°E
唐儒阿雷省（法語：Préfecture de Tandjouaré），是多哥的30個省份之一，位於該國北部，由草原區負責管轄，首府設於唐儒阿雷，面積848平方公里，2010年人口117,519，人口密度每平方公里138.6人。